# Achyra brasiliensis
Achyra brasiliensis là một loài bướm đêm trong họ Crambidae.